# Holmtjärnen (Kalls socken, Jämtland, 707903-133419)
Holmtjärnen är en sjö i Åre kommun i Jämtland och ingår i Nean-Vapstälvens kustområde. Sjön har en area på 0,147 kvadratkilometer och ligger 491,2 meter över havet. Holmtjärnen ligger i Skäckerfjällen Natura 2000-område.

## Delavrinningsområde
Holmtjärnen ingår i det delavrinningsområde (707905-133374) som SMHI kallar för Utloppet av Holmtjärnen. Medelhöjden är 500 meter över havet och ytan är 0,51 kvadratkilometer. Det finns inga avrinningsområden uppströms utan avrinningsområdet är högsta punkten. Vattendraget som avvattnar avrinningsområdet har biflödesordning 3, vilket innebär att vattnet flödar genom totalt 3 vattendrag innan det når havet efter 11 kilometer. Avrinningsområdet består mestadels av skog (72 procent). Avrinningsområdet har 0,15 kvadratkilometer vattenytor vilket ger det en sjöprocent på 28,6 procent.